# Cá rồng huyết long
Cá rồng Huyết long (danh pháp khoa học: Scleropages Legendrei) thuộc họ Cá rồng, phân bố ở thượng lưu sông Kapuas và vùng hồ Sentarum, tỉnh Tây Kalimantan, đảo Borneo, Indonesia